# Nils Fliegner
Nils Fliegner (* 1966 in Westerland auf Sylt) ist ein deutscher Illustrator und Dozent. Er lebt und arbeitet in Hamburg.

## Leben und Werk
Nils Fliegner wuchs in Bremen auf. Nach dem Abitur arbeitete er für die deutsche Ausgabe des MAD-Magazins. Parallel zum Grafikdesign-Studium an der Hochschule für Künste Bremen begann er, illustrative Auftragsarbeiten für Zeitschriften (u. a. DM, Petra, Playboy, Süddeutsche Zeitung Magazin) anzufertigen. Später arbeitete Fliegner auch für den Focus.
Seit 1993 ist er als freiberuflicher Illustrator tätig, bisher unter anderem für Der Feinschmecker, Geolino, Handelsblatt, Harvard Business Manager, Der Spiegel, Dein Spiegel, Reader’s Digest, Süddeutsche Zeitung sowie diverse Werbeagenturen.
Mit seiner Illustration zur Titelstory Der Osten ist stark – Vom Stolz in den neuen Ländern wurde Fliegner 1994 zum jüngsten Illustrator, der es bis dahin auf den Titel des Nachrichtenmagazins Der Spiegel geschafft hatte. Die an den Stil des sozialistischen Realismus erinnernde Illustration entstand in Akkordarbeit: Ihm blieben keine zwölf Stunden für die Fertigstellung.
2001 lieferte Fliegner erneut eine Illustration für das Spiegel-Cover, dieses Mal zur Titelstory Sind deutsche Schüler doof? Mit beiden Illustrationen nahm er an der Spiegel-Ausstellung Die Kunst des SPIEGEL – Titelillustrationen aus fünf Jahrzehnten teil, die zwischen 2004 und 2008 weltweit in namhaften Museen gezeigt wurde.

## Publikationen
- rAd ab! Band 1 (Leue Verlag, Berlin 1987)
- Ich jagte Jack the Ripper (Jam Comic von Strapazin, 2004)
- Mathematricks (mit Robert Griesbeck, Boje-Verlag, 2008), ISBN 978-3-414-82081-5
- Mehr Mathematricks: Denken macht Spass (mit Robert Griesbeck, Boje-Verlag, 2009), ISBN 978-3-414-82195-9[11]
- Trickphysik: Schräge Experimente und schweineschlaue Tricks (mit Robert Griesbeck, Boje-Verlag, 2010), ISBN 978-3-414-82116-4
- Trickchemie: Schräge Experimente und schweineschlaue Tricks (mit Robert Griesbeck, Boje-Verlag, 2011), ISBN 978-3-414-82270-3
- Aula – Wissenschaft für neugierige Kinder (mit Ralf Caspary, Boje Verlag, 2008), ISBN 978-3-414-82185-0
- Die fliegende Katze: 100 Kuriositäten aus dem Alltag (mit Sebastian Herrmann, Droemer/Knaur, 2010), ISBN 978-3-426-40133-0
- 100 spektakuläre Papierflieger ganz easy falten (mit Jonas Schenk, Frech-Verlag 2016), ISBN 978-3-7724-7676-1